# Взятие Форта Зеландия (1667)
Взятие форта Зеландия (англ. Recapture of Fort Zeelandia) — сражение в период Второй англо-голландской войны, состоявшееся 13 октября 1667 года, в котором английский флот во главе с адмиралом сэром Джоном Харманом добился капитуляции голландского форта Зеландия (Суринам).

## Предыстория
Форт Зеландия впервые был захвачен англичанами в 1651 году во время Первой англо-голландской войны, но 6 мая 1667 года форт был отбит голландскими войсками капитана Авраама Крийнссена, что стало возможным в условиях франко-голландского господства в Карибском бассейне. Однако ситуация изменилась, когда английский адмирал Харман нанёс тяжёлое поражение французам у Мартиники. Крийнссен был вынужден покинуть Карибы, чтобы совершить набег на колонию Вирджиния, после чего господство в регионе установили англичане.
Харман решил воспользоваться ситуацией и попытался захватить французские и голландские поселения в Южной Америке. После победы на Мартинике Харман направился на запад вдоль побережья Южной Америки, захватил и разграбил французскую Кайенну и добрался до голландского поселения в форте Зеландия.

## Ход боя
Харман подошёл к форту 13 октября и обнаружил его хорошо укрепленным. Видя, что лобовая атака приведёт лишь к бессмысленным жертвам, Харман высадил войска в полумиле от форта. Далее англичане окружили форт и потребовали от 250 солдат голландского гарнизона под командованием Мауритца де Раме сдаться к вечеру. Голландцы, однако, отказались сделать это, рассчитывая на надёжность своих укреплений.
Харман после четырёхдневного затишья, произошедшего вследствие отсутствия ветра, потерял терпение и 17 октября начал комбинированный штурм с суши и с моря. После тяжёлых боёв де Раме послал парламентёров с предложением сдачи.

## Результаты
Потери сторон были приблизительно равными — примерно по пятьдесят убитых и раненых. Оставшиеся в живых солдаты гарнизона были отправлены на Синт-Эстатиус. Затем англичане переименовали Зеландию в Форт Уиллоуби в честь английского губернатора Карибов Генри Уиллоуби. На этом этапе война уже закончилась, но новости о захвате Зеландии пришли слишком поздно, чтобы повлиять на условия Бредского мирного договора.
Через две недели в форте узнали, что по условиям мира он должен быть возвращён голландцам. Губернатор Уиллоуби отказался выполнить это условие и решил уничтожить укрепления. Харман тем временем 20 ноября снова отправился на Барбадос, после чего вернулся в Англию.